# 辛克萊爾鎮區 (朱厄爾縣)
辛克萊爾鎮區（英語：Sinclair Township）為位在美國堪薩斯州朱厄爾縣的鎮區。2010年美国人口普查中該鎮區人口有60人。

## 地理
辛克萊爾鎮區涵蓋面積91.52平方（35.34平方英里），其中2.57平方公里或2.81%為水域。

### 市鎮
- Lovewell

### 鄰近鎮區
- 朱厄爾縣
  - 鎮區（北）
  - 格蘭特鎮區（南）
  - 華盛頓鎮區（西南）
  - 里奇蘭鎮區（西）
  - 蒙大拿鎮區（西北）

- 里帕布利克縣
  - 大本德鎮區（東北）
  - 懷特羅克鎮區（東）
  - 科特蘭鎮區（東南）

### 墓園
此鎮區擁有3座墓園：費爾維尤墓園（Fairview Cemetery）、勞雷爾西爾墓園（Laurel Hill Cemetery）以及斯威策斯加普墓園（Switzers Gap Cemetery）。

## 外部連結
- U.S. Board on Geographic Names (GNIS) （页面存档备份，存于）
- United States Census Bureau cartographic boundary files （页面存档备份，存于）
- US-Counties.com
- City-Data.com （页面存档备份，存于）